# Ливингстон, Джордж
Джордж Те́рнер Ли́вингстон (англ. George Turner Livingstone; 5 мая 1876, Дамбартон, Шотландия — 15 января 1950) — шотландский футболист, крайний нападающий и тренер. Чемпион Шотландии в составе «Харт оф Мидлотиан» и чемпион Англии в составе «Манчестер Юнайтед».

## Футбольная карьера

### «Харт оф Мидлотиан»
Карьеру игрока, родившийся в Дамбартоне Ливингстон начинал в местных клубах: «Синклер Суифтс», «Артизан Тисл». Из последнего он перешёл в «Паркхед», где его заметили скауты «Хартс». Джордж дебютировал за «Хартс» 19 сентября 1896 года в домашнем матче с «Данди», закончившимся 2:2. В первом же матче в основе нападающий сделал дубль. В дебютном сезоне за «Хартс» в чемпионате Ливингстон провёл всего три матча (больше не забивал), а потому чемпионскую медаль не получил.
В сезоне 1897/98 Ливингстон провёл в чемпионате всего 6 матчей, в которых забил всё те же два гола. Но в следующем чемпионате показал феноменальную результативность забив 11 мячей в 9 играх, отстав на 1 мяч от лучшего бомбардира команды Уильяма Майкла, который провёл на одну игру больше. «Хартс» в том сезоне занял второе место, уступив занявшему первое «Рейнджерс» 10 очков. Сезон 1899/00 снова также стал успешным для Джорджа. Он опять стал вторым бомбардиром команды, забив 10 голов в 10 играх (первым снова был Уилли Майкл). По окончании сезона Ливингстон перешёл в английский «Сандерленд».

### «Сандерленд»
Переход Джорджа Ливингстона обошёлся «Сандерленду» в 175 фунтов стерлингов. Первый матч за новую команду Джордж провёл 1 сентября 1900 года («Ноттс Каунти» — «Сандерленд» 2:2). В Санделенде Джордж провёл всего один сезон, в котором сыграл 30 матчей, забив 12 голов (стал лучшим бомбардиром команды занявшей второе место в чемпионате Англии 1900/01). По окончании сезона Ливингстон переходит в «Селтик».

### «Селтик» и «Ливерпуль»
В «Селтике» Ливингстон задержался также на один сезон (с 1 мая 1901 по 31 мая 1902), не отметившись особой результативностью (4 гола в 17 матчах чемпионата). Болельщикам он запомнился покером в ворота «Рейнджерс» в матче Интер Сити лиги, и участием в финале кубка Шотландии — 26 апреля 1902 года «Селтик» уступил «Хиберниану» 1:0. С мая 1902 года Джордж стал игроком «Ливерпуля» (контракт был подписан 1 год). Дебютировал за новую команду Ливингстон 6 сентября 1902 года в домашнем матче с «Блэкберн Роверс», закончившимся победой «Ливерпуля» 5:2 (один из голов на счету Джорди). В дальнейшем, хотя он часто играл в основе (31 матч), Ливингстон
забил ещё всего 3 гола и потому покинул команду. Играя за Ливерпуль Ливингстон дебютировал за сборную Шотландии (в печально известном матче с Англией на «Айброкс» 5 апреля 1902 года; впоследствии матч не включался в официальную статистику).

### «Манчестер Сити»
В «Манчестер Сити» Джорди Ливингстон дебютировал 5 сентября 1903 года в выездном матче со «Сток Сити», проигранном 1:2 (в этом матче он отметился голом в свои ворота). Первый сезон в новом клубе сложился удачно для Джорджа: он вместе с командой выиграл Кубок Англии (участвовал в финальном матче) и занял второе место в чемпионате. Однако результативностью нападающий не отличался — 5 голов в 29 матчах в чемпионате. В следующих двух сезонах его результативность немного возросла — 7 голов в 26 матчах (при ещё одном автоголе в сезоне 1905/06) и по окончании сезона 1905/06 Ливингстон переходит в «Рейнджерс».

### «Рейнджерс»
В первом сезоне в новом клубе Джордж выходил на поле в матчах чемпионата только 10 раз (дебют состоялся 26 января 1907 года в выездном матче с «Фалкирком», закончившимся победой 2:1). В сезоне 1907/08 Ливингстон стал игроком основы и провёл 24 игры, в которых забил 10 мячей, а уже в середине следующего сезона 1908/09 получил предложение от «Манчестер Юнайтед» и принял это предложение. В прощальном матче для Ливингстона 9 января 1909 года «Рейнджерс» на выезде потерпел поражение 0:4 от «Данди», а в одном из последних своих матче сделал покер в матче с «Партик Тисл» (2 января 1909 года. «Партик Тисл» — «Рейнджерс» 0:6). Всего за «Рейнджерс», включая товарищеские матчи Ливингстон провёл 73 матча, в которых забил 30 голов.

### «Манчестер Юнайтед»
В «Манчестер Юнайтед» Джордж перешёл в середине сезона 1908/09. Дебютировал он очень удачно: в первом же своём матче (23 января 1909 года. «Манчестер Юнайтед» — «Манчестер Сити» 3:1) он сделал дубль. В первом сезоне он появился на поле ещё 9 раз, забив ещё один гол. Дальнейшая его карьера проходила не очень хорошо: он не часто появлялся на поле, а забить гол ему удалось только 14 сентября 1912 года в выездном матче с «Вест Бромвич Альбионом», закончившимся победой «Юнайтед» 2:1. С 1911 года Ливингстон также выполнял обязанности играющего тренера резервной команды клуба. В последний раз на поле в качестве игрока Ливингстон вышел 14 марта 1914 года в домашнем матче с «Астон Виллой», проигранном 0:6. Всего за «Юнайтед» в официальных турнирах Джордж провёл 46 матчей, в которых забил 4 гола.

### Тренерская карьера
Свою тренерскую карьеру Джордж Ливингстон начал в 1911 году, став тренером резервной команды «Манчестер Юнайтед». После окончания Первой мировой войны он был тренером трёх команд: с марта 1919 года по сентябрь 1920 года работал главным в «Дамбартоне», затем в течение 8 лет (1920—1927) был помощником Билла Струта в «Рейнджерс», а в 1927—1935 годах помощником нескольких главных тренеров в «Брэдфорд Сити».

## Сборная Шотландии
За сборную Шотландии Ливингстон провёл три матча. Первый из них (5 апреля 1902 года. Шотландия — Англия 1:1), часто не включают в список его матчей из-за обрушения стадиона. В двух других своих матчах (7 апреля 1906 года. Шотландия — Англия 2:1 и 4 марта 1907 года. Уэльс — Шотландия 1:0) Джордж также не забивал.

## Достижения
- Чемпион Шотландии: 1897
- Финалист Кубка Шотландии: 1902
- Чемпион Англии: 1910/11
- Обладатель Кубка Англии (2): 1904, 1909
- Обладатель Благотворительного кубка Розбери (2): 1898, 1900
- Обладатель Кубка Восточной Шотландии (2): 1898, 1899
- Чемпион Лиги Восточной Шотландии (4): 1897, 1898, 1899, 1900

## Статистика выступлений
| Клуб              | Сезон            | Лига | Лига | Кубки | Кубки | Прочие | Прочие | Итого | Итого |
| Клуб              | Сезон            | Игры | Голы | Игры  | Голы  | Игры   | Голы   | Игры  | Голы  |
| ----------------- | ---------------- | ---- | ---- | ----- | ----- | ------ | ------ | ----- | ----- |
| Харт оф Мидлотиан | 1896/97          | 3    | 2    | 1     | 1     | 10     | 5      | 14    | 8     |
| Харт оф Мидлотиан | 1897/98          | 13   | 2    | 1     | 1     | 9      | 8      | 23    | 11    |
| Харт оф Мидлотиан | 1898/99          | 18   | 13   | 1     | 0     | 7      | 6      | 26    | 19    |
| Харт оф Мидлотиан | 1899/00          | 16   | 9    | 6     | 0     | 16     | 6      | 38    | 15    |
| Харт оф Мидлотиан | Итого            | 50   | 26   | 9     | 2     | 42     | 25     | 101   | 53    |
| Сандерленд        | 1900/01          | 30   | 12   | 1     | 0     | -      | -      | 31    | 12    |
| Сандерленд        | Итого            | 30   | 12   | 1     | 0     | 0      | 0      | 31    | 12    |
| Селтик            | 1900/01          | 0    | 0    | 0     | 0     | 3      | 0      | 3     | 0     |
| Селтик            | 1901/02          | 17   | 4    | 6     | 3     | 15     | 8      | 38    | 15    |
| Селтик            | Итого            | 17   | 4    | 6     | 3     | 18     | 8      | 41    | 15    |
| Ливерпуль         | 1902/03          | 31   | 4    | 1     | 0     | 3      | 0      | 35    | 4     |
| Ливерпуль         | Итого            | 31   | 4    | 1     | 0     | 3      | 0      | 35    | 4     |
| Манчестер Сити    | 1903/04          | 29   | 5    | 6     | 1     | -      | -      | 35    | 6     |
| Манчестер Сити    | 1904/05          | 26   | 7    | 0     | 0     | -      | -      | 26    | 7     |
| Манчестер Сити    | 1905/06          | 26   | 7    | 1     | 0     | -      | -      | 27    | 7     |
| Манчестер Сити    | Итого            | 81   | 19   | 7     | 1     | 0      | 0      | 88    | 20    |
| Рейнджерс         | 1906/07          | 10   | 4    | 3     | 2     | 3      | 1      | 16    | 7     |
| Рейнджерс         | 1907/08          | 24   | 10   | 3     | 1     | 5      | 2      | 32    | 13    |
| Рейнджерс         | 1908/09          | 13   | 6    | 0     | 0     | 1      | 0      | 14    | 6     |
| Рейнджерс         | Итого            | 47   | 20   | 6     | 3     | 9      | 3      | 62    | 26    |
| Манчестер Юнайтед | 1908/09          | 11   | 3    | 2     | 0     | -      | -      | 13    | 3     |
| Манчестер Юнайтед | 1909/10          | 16   | 0    | 0     | 0     | -      | -      | 16    | 0     |
| Манчестер Юнайтед | 1910/11          | 10   | 0    | 0     | 0     | -      | -      | 10    | 0     |
| Манчестер Юнайтед | 1911/12          | 1    | 0    | 0     | 0     | -      | -      | 1     | 0     |
| Манчестер Юнайтед | 1912/13          | 2    | 1    | 0     | 0     | -      | -      | 2     | 1     |
| Манчестер Юнайтед | 1913/14          | 3    | 0    | 1     | 0     | -      | -      | 4     | 0     |
| Манчестер Юнайтед | Итого            | 43   | 4    | 3     | 0     | 0      | 0      | 46    | 4     |
| Дамбартон         | 1918/19          | 1    | 0    | -     | -     | 0      | 0      | 1     | 0     |
| Дамбартон         | Итого            | 1    | 0    | 0     | 0     | 0      | 0      | 1     | 0     |
| Всего за карьеру  | Всего за карьеру | 300  | 89   | 33    | 9     | 72     | 36     | 405   | 134   |